# Marco Acio Balbo
Marco Acio Balbo (en latín, Marcus Atius Balbus; 105 a. C.-51 a. C.) fue un político romano, hijo de Marco Acio Balbo (148-87 a. C.) y de Pompeya, hermana del cónsul Cneo Pompeyo Estrabón, padre del triunviro Pompeyo. Fue, pues, primo de Pompeyo el Grande, cuñado de Cayo Julio César y abuelo del emperador Augusto.

## Familia
Balbo el Mayor provenía de una familia romana senatorial de Aricia (moderna Ariccia, Italia). «Balbo» significa tartamudo. Balbo el Joven nació y se crio en Aricia.
Balbo se casó con Julia la Menor, segunda hermana mayor del dictador Cayo Julio César, con la que tuvo dos hijas: Acia, madre de Augusto, y Acia la Menor, casada con Marcio Filipo, hijo del segundo esposo de su hermana.

## Carrera política
Balbo sirvió como pretor en el 62 a. C. y logró obtener el gobierno de Cerdeña. Bajo el gobierno de César, en 59 a. C., Balbo fue designado junto a Pompeyo en una junta de comisionados bajo la ley juliana para dividir patrimonios de Campania entre los plebeyos. Cicerón afirmó que Pompeyo decía, como una broma acerca de Balbo, que él no era una persona de ninguna importancia.